# Ciudad abierta (Derecho)

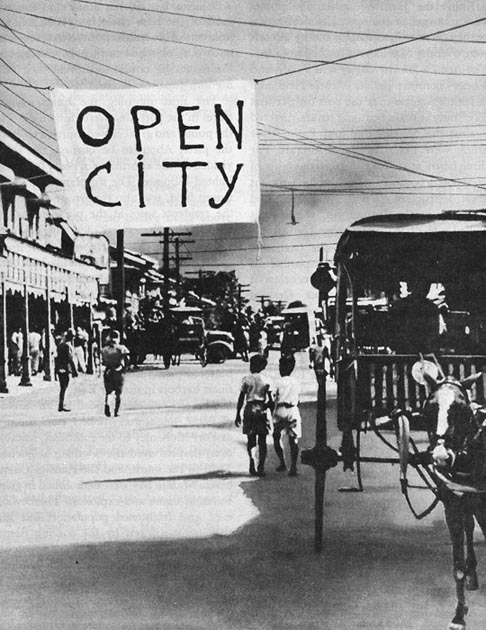
Manila declarada ciudad abierta.

En tiempo de guerra, ante la inminencia de la conquista de una ciudad, las autoridades civiles y militares pueden declarar que la ciudad se rendirá sin combate, declarándola ciudad abierta y confiando en que, de este modo, se evitarán ataques inútiles contra la población civil y no se pondrá en grave riesgo el patrimonio histórico-artístico.
Algunos ejemplos de ciudades abiertas:
- Lima (Perú). En 1881, durante la Guerra del Pacífico, las autoridades peruanas, militares chilenos y cónsules extranjeros acordaron la entrada ordenada del ejército chileno en la capital peruana, para evitar los desmanes ocurridos en Chorrillos, Barranco y Miraflores.
- Nueva Orleans (Estados Unidos). Durante la guerra civil estadounidense (1861-1865), fue declarada ciudad abierta, librándose de la destrucción que sufrieron muchas ciudades del sur de los Estados Unidos.
- Barcelona (España). En 1939, durante la guerra civil española (1936-1939).
- París (Francia). En 1940, ante el avance del ejército alemán y el primer bombardeo aéreo, fue declarada ciudad abierta por las autoridades francesas. El ejército y el gobierno francés abandonaron la ciudad.
- Belgrado (Serbia), Liubliana (Eslovenia) y Zagreb (Croacia) fueron declaradas ciudades abiertas por el gobierno del Reino de Yugoslavia en 1941. A pesar de ello, la Luftwaffe alemana bombardeó Belgrado a principios de abril de ese año.
- Manila (Filipinas). En 1942, cuando el ejército estadounidense decidió abandonar la ciudad por su incapacidad para defenderla frente a la invasión japonesa.
- Roma (Italia). Ante el avance del ejército aliado y las protestas de la población civil ante los bombardeos aéreos estadounidenses, fue declarada ciudad abierta por las autoridades italianas el 14 de agosto de 1943.
- Chieti (Italia). Fue declarada ciudad abierta el 24 de marzo de 1944.
- Atenas (Grecia). Fue declarada ciudad abierta por las autoridades alemanas el 11 de octubre de 1944.[1]
- Tánger. El 11 de octubre de 1945, ante la inminencia de un ataque de los Aliados contra la ciudad, Francisco Franco retiró las tropas españolas y la declaró ciudad abierta.

## Filmografía
- Roma, ciudad abierta de Roberto Rossellini (1945)

- Datos: Q862308